# Robert Pate
Pour les articles homonymes, voir Pate.
Robert Pate, dit Bob Pate, (né le 13 décembre 1948 à Rouyn-Noranda, dans la province de Québec, au Canada) est un joueur de hockey sur glace qui jouait au poste de défenseur.

## Carrière
Il est choisi en 23e position du repêchage amateur de la LNH 1966 par les Canadiens de Montréal.
Bob Pate commence sa carrière  hockey en 1965-1966 en jouant dans l'Association de hockey de l'Ontario - aujourd'hui Ligue de hockey de l'Ontario - pour le Canadien junior de Montréal.
Deux ans plus tard, avant le début de la saison 1967-1968, il est échangé avec Ted Ouimet aux Nationals de London en retour de Réjean Houle. 
Pour la saison 1968-1969, il signe un contrat avec les Appollos d’Houston en Ligue Centrale de Hockey (LCH) avec lesquelles il ne dispute aucun match. En effet, ces derniers le prêtent aux Spurs de Denver évoluant en Western Hockey League pour le mois de novembre et ensuite aux Mohawks de Muskegon dans la Ligue internationale de hockey pour le reste de la saison. Avec ces derniers, il dispute la finale des séries éliminatoires, perdue face aux Gems de Dayton
Pour la saison 1969-1970, Il évolue avec les Mohawks de Muskegon, qui remportent trophée Fred-A.-Huber de champions de la saison régulière, et échouent en demi-finale des séries éliminatoires face aux Gems de Dayton, qui sont champions pour la deuxième année consécutive. Il subit une importante blessure au milieu de la saison régulière en se cassant une jambe.
Alors qu’il est prêt à revenir au jeu, en février 1971, il est échangé en compagnie de Don Grierson aux Flags de Port Huron, en retour de Bob Howard. Il remporte la coupe Turner avec ces derniers à fin des séries éliminatoires.
Lors de la saison 1971-1972, il débute dans l’équipe de Port Huron, renommée les Wings de Port Huron avant d’être vendu au mois de novembre à l’équipe des Oak Leafs de Des Moines avec laquelle il est éliminé au premier tour des séries éliminatoires.
En février 1972, il est choisi par les Sharks de Los Angeles lors du Repêchage général organisé par l’Association mondiale de hockey nouvellement créé.
Il dispute la saison 1972-1973 avec l’équipe de Des Moines, renommée Capitols de Des Moines mais subit à nouveau une blessure à la mi-saison l’empêchant de disputer les séries éliminatoires.
Il tente de revenir au jeu une dernière fois lors de la saison 1973-1974, avec l’équipe des Foresters de Brantford dans l’Association de hockey sénior de l’Ontario. Mais après 4 matchs, il met fin à sa carrière

## Statistiques
| Saison     | Équipe                       | Ligue      |     | Saison régulière | Saison régulière | Saison régulière | Saison régulière | Saison régulière |   | Séries éliminatoires | Séries éliminatoires | Séries éliminatoires | Séries éliminatoires | Séries éliminatoires |
| Saison     | Équipe                       | Ligue      | PJ  | B                | A                | Pts              | Pun              | PJ               | B | A                    | Pts                  | Pun                  |                      |                      |
| 1965-1966  | Canadien junior de Montréal  | AHO        | 26  | 1                | 0                | 1                | 33               | -                | - | -                    | -                    | -                    |                      |                      |
| 1966-1967  | Canadiens junior de Montréal | AHO        | 43  | 1                | 6                | 7                | 68               | -                | - | -                    | -                    | -                    |                      |                      |
| 1967-1968  | Nationals de London          | AHO        | 54  | 4                | 15               | 19               | 43               | -                | - | -                    | -                    | -                    |                      |                      |
| 1968-1969  | Spurs de Denver              | WHL        | 5   | 0                | 0                | 0                | 2                | -                | - | -                    | -                    | -                    |                      |                      |
| 1968-1969  | Mohawks de Muskegon          | LIH        | 58  | 10               | 23               | 33               | 90               | 11               | 1 | 5                    | 6                    | 11                   |                      |                      |
| 1969-1970  | Mohawks de Muskegon          | LIH        | 36  | 3                | 16               | 19               | 53               | -                | - | -                    | -                    | -                    |                      |                      |
| 1970-1971  | Flags de Port Huron          | LIH        | 20  | 0                | 3                | 3                | 9                | 14               | 1 | 2                    | 3                    | 4                    |                      |                      |
| 1971-1972  | Wings de Port Huron          | LIH        | 10  | 2                | 2                | 4                | 0                | -                | - | -                    | -                    | -                    |                      |                      |
| 1971-1972  | Oak Leafs de Des Moines      | LIH        | 56  | 2                | 12               | 14               | 56               | 3                | 1 | 0                    | 1                    | 0                    |                      |                      |
| 1972-1973  | Capitols de Des Moines       | LIH        | 33  | 2                | 11               | 13               | 52               | -                | - | -                    | -                    | -                    |                      |                      |
| 1973-1974  | Foresters de Brantford       | AHO Sr.    | 4   | 0                | 1                | 1                | 16               | -                | - | -                    | -                    | -                    |                      |                      |
| Totaux LIH | Totaux LIH                   | Totaux LIH | 213 | 19               | 67               | 86               | 260              | 28               | 3 | 7                    | 10                   | 15                   |                      |                      |

## Récompenses
- Trophée Fred-A.-Huber avec les Mohawks de Muskegon en 1969-1970.
- Coupe Turner avec les Flags de Port Huron en 1970-1971.